# 思杰系统

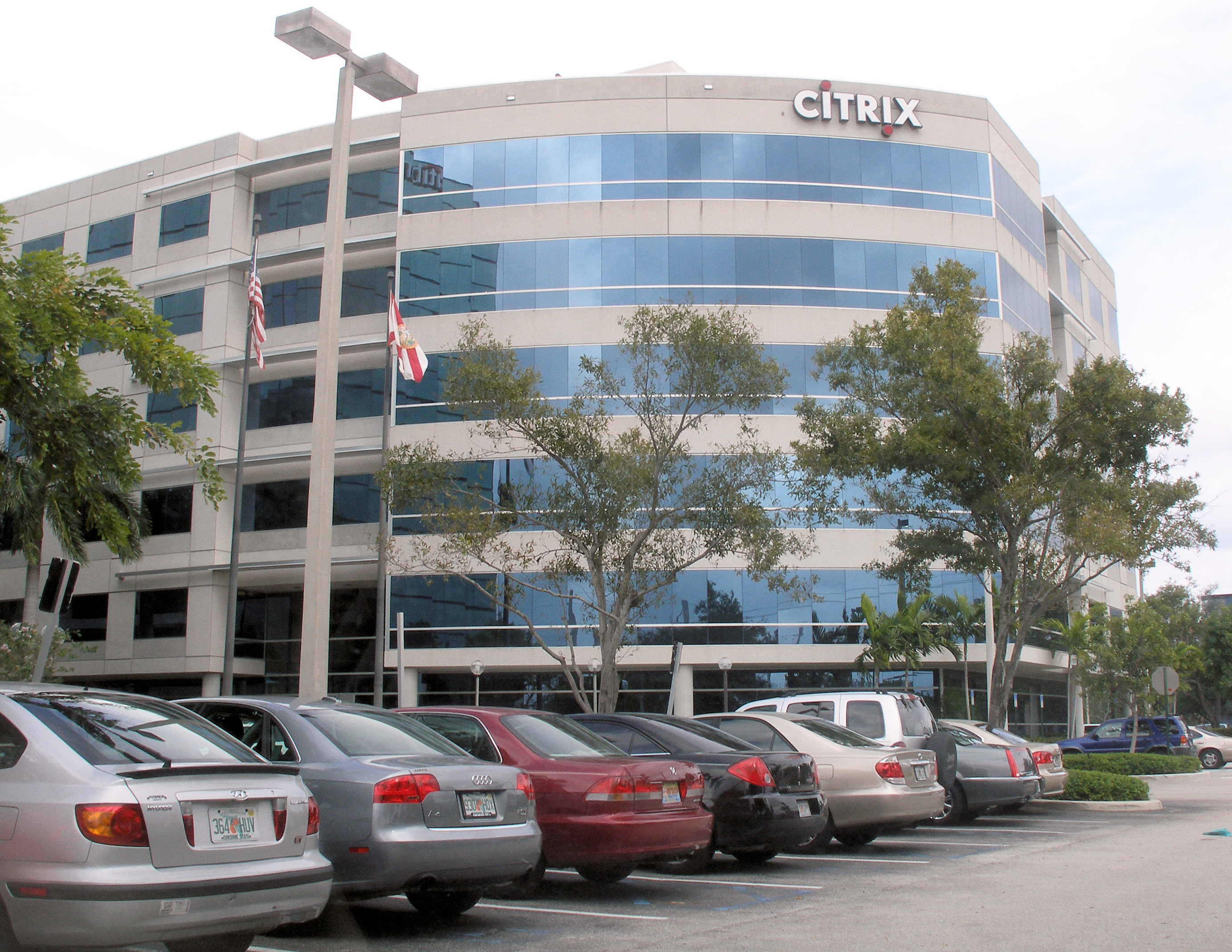
思杰系统在劳德代尔堡的总部

思杰系统公司（Citrix Systems, Inc.）是一家軟件和雲端運算的科技公司。它的跨国業績包括提供服务器、软件及桌面虚拟化、網路連結、以及软件即服务（SaaS）等產品。
成立于1989年，目前为全世界约400,000家组织提供服务，當中包含了财富美国500强當中的98%企業，以及财富美国1000强當中的99%企業。总部位于美国佛羅里達州布勞沃德縣劳德代尔堡。